# Mmabatho Montsho
Mmabatho Montsho es una artista, escritora, actriz y directora de cine sudafricana.

## Biografía
Montsho nació el 19 de octubre de 1983 en Soweto, Johannesburgo. Completó su educación secundaria superior en la Greenside High School y, posteriormente, asistió a la Universidad de Sudáfrica, donde estudió Multimedia Audiovisual.
Mientras estaba en la escuela secundaria, se interesó en la moda. Lanzó su primera marca Black Olive Designs después de terminar la escuela secundaria. Colaboró con amigos de la secundaria para hacer crecer el negocio diseñando ropa y vendiéndola en el mercado B&B Rooftop. En 2004, su línea de ropa ganó el reconocimiento público en la semana de la moda de Sudáfrica.
En 2006, comenzó su carrera como actriz, apareciendo como invitada en A Place Called Home de SABC 1.

## Filmografía
Ha protagonizado películas y series de televisión como:
- Jacob's Cross
- Happiness Is a Four-letter Word
- Artcha
- Mr Bones 2: Back from the Past como Wanita
- Plein Street
- Tempy Pushas como Noxy
- Nothing for Mahala
- Thula's Vine
- Generations
- Rhythm City

## Obras
Es productora y directora de las siguientes películas:
- Frontières
- The Award Ceremony
- Joko Ya Hao
- Nothing for Mahala
- A hotel Called Memory

## Premios
- Galardonada con el premio Golden Horn al mejor logro en guion en un drama televisivo[7]
- 2020 - Mejor cortometraje - Festival mundial de cine femenino en Arizona[8][2][7][5][9]